# Liste von Kunstwerken im öffentlichen Raum in Solingen
Die Liste von Kunstwerken im öffentlichen Raum in Solingen gibt einen Überblick über Kunst im öffentlichen Raum, unter anderem Skulpturen, Plastiken, Reliefs und andere Kunstwerke in der bergischen Großstadt Solingen. Es besteht kein Anspruch auf Vollständigkeit. Als Grundlage dieser Liste dient die Veröffentlichung Ars Publica, zu der die Stadt Solingen auch ein gleichnamiges Internetportal unterhält.
Nicht in der Liste enthalten sind die insgesamt 19 Skulpturen, die im Botanischen Garten Solingen aufgestellt sind. Diese sind im entsprechenden Artikel aufgeführt.

## Liste
In Solingen befinden sich unter anderem folgende Kunstwerke im öffentlichen Raum:
| Bezeichnung                                | Ort | Koordinate                               | Jahr                    | Künstler                                                             | Bemerkungen | Abbildung |
| ------------------------------------------ | --- | ---------------------------------------- | ----------------------- | -------------------------------------------------------------------- | --- | --------- |
| Edelstahlskulptur                          | Ohligs, Kamper Straße 35, auf dem Vorplatz der Agentur für Arbeit                                          | 51° 9′ 34″ N, 7° 0′ 29″ O                | 1988                    | Erich Hauser                                                         | Stahlskulptur mit Sockel |           |
| Mahnmal                                    | Wald, Dültgenstaler Straße, im Walder Stadtpark                                                            | 51° 11′ 1″ N, 7° 2′ 47″ O                | 1984                    | Max Kratz                                                            | Beton und Bronze |           |
| Mahnmal Solinger Bürger und Bürgerinnen    | Merscheid, Beethovenstraße 225, am Mildred-Scheel-Berufskolleg                                             | 51° 10′ 26″ N, 7° 3′ 0″ O                | 1994                    | S. Mertens, H. Siering, Jugendhilfewerkstatt Solingen                | in Gedenken an den Brandanschlag 1993; Edelstahl, Kupfer, Stahlringe; seit 2023 geschütztes Baudenkmal                             |           |
| Rauchzeichen                               | Gräfrath, Georg-Meistermann-Platz, vor dem Kunstmuseum Solingen                                            | 51° 12′ 12″ N, 7° 4′ 26″ O               | 1974                    | Max Kratz                                                            | Bronze |           |
| Spielende Kinder (Figur 1)                 | Merscheid, SBV-Wohnviertel zwischen Ankerstraße, Hochstraße und Jupiterweg                                 | 51° 9′ 48″ N, 7° 0′ 52″ O                | 1960                    | Lies Ketterer                                                        | Bronze, zwei Figuren |           |
| Spielende Kinder (Figur 2)                 | Merscheid, SBV-Wohnviertel zwischen Ankerstraße, Hochstraße und Jupiterweg                                 | 51° 9′ 48″ N, 7° 0′ 52″ O                | 1960                    | Lies Ketterer                                                        | Bronze, zwei Figuren |           |
| Fühlstein                                  | Solingen-Mitte, Hauptstraße (Fußgängerzone)                                                                | 51° 10′ 17″ N, 7° 5′ 8″ O                | 1974                    | Ernst Egon Oslender                                                  | Naturstein |           |
| Waffenschmied (Relief)                     | Solingen-Mitte, Alter Markt, Hauswand Küstergasse 1                                                        | 51° 10′ 17″ N, 7° 5′ 2″ O                | 1954                    | Arthur Wasserloos                                                    | Kupferblech |           |
| Gouda-Plastik                              | Höhscheid, Unnersberger Allee, Ecke Eichenstraße                                                           | 51° 9′ 9″ N, 7° 5′ 11″ O                 | 1974                    | Josje Smit                                                           | Waschbeton; bis 1998 am Standort Mühlenplatz befindlich                                                                            |           |
| Kiepenkerl/Brezelbäcker                    | Burg an der Wupper, vor dem Haus Schloßbergstraße 1                                                        | 51° 8′ 17″ N, 7° 8′ 54″ O                | 1990                    | Franz Otto Lipp                                                      | Bronze |           |
| Die Schere                                 | Solingen-Mitte, Konrad-Adenauer-Straße 71, vor dem Theater und Konzerthaus                                 | 51° 10′ 45″ N, 7° 4′ 54″ O               | 2006                    | Stephan Haeger                                                       | bemalter Stahl, Naturstein |           |
| Dreieck                                    | Solingen-Mitte, Mittelinsel Kreisverkehr Kölner Straße                                                     | 51° 10′ 13″ N, 7° 4′ 59″ O               | 2007                    | Helmut Hecht                                                         | Stahl |           |
| Klingenschmied-Denkmal                     | Solingen-Mitte, Alter Markt (Fußgängerzone)                                                                | 51° 10′ 16″ N, 7° 5′ 2″ O                | 2011                    | Henryk Dywan                                                         | Bronze |           |
| Der Schritt                                | Gräfrath, Klosterhof, vor dem Deutschen Klingenmuseum                                                      | 51° 12′ 36″ N, 7° 4′ 22″ O               | 1995                    | Amir Sharon                                                          | Stahl |           |
| Pliestscheibenschleifer                    | Wald, Friedrich-Ebert-Straße, Ecke Walder Kirchplatz                                                       | 51° 11′ 3″ N, 7° 2′ 30″ O                | 1987                    | Henryk Dywan                                                         | Bronze |           |
| Mobile                                     | Gräfrath, Gotenstraße, vor dem Klinikum Solingen                                                           | 51° 11′ 9″ N, 7° 4′ 9″ O                 | 1973                    | Hans Oberhoff                                                        | Stahl und Kunststoff |           |
| Gummibärchen                               | Ohligs, Grünstraße, Ecke Emscherstraße                                                                     | 51° 9′ 41″ N, 6° 59′ 51″ O               | 1970er Jahre            | Erlefried Hoppe                                                      | Bronze |           |
| Lesendes Paar                              | Solingen-Mitte, Hauptstraße (Fußgängerzone)                                                                | 51° 10′ 16″ N, 7° 5′ 8″ O                | 1992                    | Gerda Kratz                                                          | Bronze |           |
| Unteilbares Deutschland                    | Solingen-Mitte, Entenpfuhl (Fußgängerzone)                                                                 | 51° 10′ 9″ N, 7° 5′ 9″ O                 | 1964                    | Henryk Dywan                                                         | Basaltstein und Kupfer |           |
| Keilskulptur vor dem Rathaus               | Solingen-Mitte, Walter-Scheel-Platz, vor dem Rathaus Solingen                                              | 51° 10′ 38″ N, 7° 5′ 3″ O                | 2011                    | Ulrich Rückriem                                                      | Anröchter Dolomitgestein |           |
| Dukatenesel                                | Solingen-Mitte, Kölner Straße 72, vor der Hauptstelle der Stadt-Sparkasse Solingen                         | 51° 10′ 12″ N, 7° 5′ 0″ O                | 1957                    | Lies Ketterer                                                        | Bronze |           |
| Reiterstandbild Graf Engelbert II.         | Burg an der Wupper, Schloßplatz, im Vorhof von Schloss Burg                                                | 51° 8′ 15″ N, 7° 9′ 8″ O                 | 1929                    | Paul Wynand                                                          | Bronze-Hohlguss |           |
| Der Fischer un sin Fru                     | Wald, Poststraße, am Zugang zum Walder Stadtpark                                                           | 51° 11′ 3″ N, 7° 2′ 42″ O                | 1978                    | Max Kratz                                                            | Bronze; eingeweiht erst 1998 |           |
| Lesender Schüler mit Hund                  | Solingen-Mitte, Augustastraße 38/40, ehem. Pestalozzischule, am Toreingang Kreuzstraße                     | 51° 10′ 32″ N, 7° 4′ 54″ O               | 1961                    | Fritz Bernuth                                                        | Bronze |           |
| Der Zustand der Schere vor ihrer Erfindung | Gräfrath, Klosterhof, beim Eingang zum Deutschen Klingenmuseum                                             | 51° 12′ 36″ N, 7° 4′ 22″ O               | 2012                    | Wolfgang Körber                                                      | Bronze |           |
| St. Ivo (Relief)                           | Solingen-Mitte, am Haus Eiland 16/18                                                                       | 51° 10′ 15″ N, 7° 5′ 4″ O                | 1985                    | Henryk Dywan                                                         | Bronzerelief |           |
| Büste des Julius Schumacher                | Burg an der Wupper, Schloßplatz, im Innenhof von Schloss Burg                                              | 51° 8′ 16″ N, 7° 9′ 9″ O                 | 1950                    | Ernst Kunst                                                          | Bronze |           |
| Czimatis-Denkmal                           | Solingen-Mitte, Goerdelerstraße, auf dem Czimatisplatz                                                     | 51° 10′ 17″ N, 7° 5′ 13″ O               | 1961                    | Ernst Oberhoff                                                       | 2 Schleifsteine auf einem Stahlgerüst                                                                                              |           |
| Göttin Gea                                 | Gräfrath, Wuppertaler Straße, auf dem Parkfriedhof Solingen                                                | 51° 12′ 6″ N, 7° 3′ 59″ O                | 1983                    | Kurt Schwippert                                                      | Steinguss |           |
| Meditation                                 | Gräfrath, Georg-Meistermann-Platz, vor dem Kunstmuseum Solingen                                            | 51° 12′ 15″ N, 7° 4′ 25″ O               | 1981                    | Max Kratz                                                            | Bronze |           |
| Mollige                                    | Gräfrath, Georg-Meistermann-Platz, vor dem Kunstmuseum Solingen                                            | 51° 12′ 13″ N, 7° 4′ 25″ O               | 1978                    | Max Kratz                                                            | Bronze |           |
| Liewerfrau                                 | Solingen-Mitte, Treppenaufgang vom Kirchplatz zum Fronhof                                                  | 51° 10′ 19″ N, 7° 5′ 6″ O                | 1958                    | Erlefried Hoppe                                                      | Bronze |           |
| Clemens Romanus                            | Solingen-Mitte, Goerdelerstraße, vor der Kirche St. Clemens                                                | 51° 10′ 27″ N, 7° 5′ 8″ O                | 1976                    | Henryk Dywan                                                         | Betonguss |           |
| Mütterchen                                 | Ohligs, Lippestraße, Ecke Weststraße                                                                       | 51° 9′ 44″ N, 6° 59′ 47″ O               | 1970er Jahre            | Erlefried Hoppe                                                      | Bronze |           |
| Gedenk-Stele Bleibergwerk                  | Höhscheid, Neuenhofer Straße, Ecke Platzhofstraße, vor der ehemaligen Filiale der Stadt-Sparkasse Solingen | 51° 9′ 12″ N, 7° 3′ 53″ O                | 1985                    | Tisa von der Schulenburg                                             | Bronze; in Gedenken an den Bergbau in Höhscheid                                                                                    |           |
| Ruhende Tänzerin                           | Gräfrath, Georg-Meistermann-Platz, vor dem Kunstmuseum Solingen                                            | 51° 12′ 14″ N, 7° 4′ 25″ O               | 1992                    | Max Kratz                                                            | Bronze |           |
| Peter-Witte-Denkmal                        | Solingen-Mitte, Alter Markt (Fußgängerzone)                                                                | 51° 10′ 17″ N, 7° 5′ 2″ O                | 1963                    | Lies Ketterer                                                        | Bronze |           |
| Tirwelspitter                              | Solingen-Mitte, Hauptstraße (Fußgängerzone)                                                                | 51° 10′ 11″ N, 7° 5′ 7″ O                | 1988                    | Henryk Dywan                                                         | Bronze |           |
| Standbild Graf Adolf I.                    | Burg an der Wupper, Schloßplatz, im Innenhof von Schloss Burg                                              | 51° 8′ 15″ N, 7° 9′ 10″ O                | 1902                    | Friedrich Coubillier                                                 | Bronze-Hohlguss |           |
| Konkrete Wandarbeit                        | Solingen-Mitte, Schwertstraße 11, an der Fassade eines Firmengebäudes                                      | 51° 10′ 5″ N, 7° 5′ 20″ O                | 1956                    | Wolfgang Körber                                                      | Fliesenmosaik |           |
| Bergischer Kräher                          | Gräfrath, Flockertsholzer Weg, vor der ehemaligen Jugendherberge                                           | 51° 12′ 41″ N, 7° 5′ 7″ O                | 1962                    | Lies Ketterer                                                        | Bronze |           |
| Steinplastik (ohne Titel)                  | Solingen-Mitte, Goerdelerstraße 10, vor dem Amtsgericht Solingen                                           | 51° 10′ 13″ N, 7° 5′ 12″ O               | 1994                    | Erwin Heerich                                                        | Steinskulptur |           |
| Engel                                      | Gräfrath, Georg-Meistermann-Platz, vor dem Kunstmuseum Solingen                                            | 51° 12′ 14″ N, 7° 4′ 26″ O               | 1959                    | Gertrud Kortenbach                                                   | Bronze |           |
| Finale (Relief)                            | Solingen-Mitte, Konrad-Adenauer-Straße 72, im Innenhof des Theater und Konzerthauses                       | 51° 10′ 44″ N, 7° 4′ 51″ O               | 1963                    | Max Kratz                                                            | Bronze |           |
| Mechanischer Baum                          | Ohligs, Querstraße 42, auf dem Schulhof der Geschwister-Scholl-Schule                                      | 51° 9′ 40″ N, 7° 0′ 53″ O                | 1972                    | Roberto Cordone                                                      | Stahl |           |
| Löwe                                       | Solingen-Mitte, Fronhof Ecke Küstergasse                                                                   | 51° 10′ 18″ N, 7° 5′ 4″ O                | 1974                    | Lies Ketterer                                                        | Bronze auf einem Steinfindling |           |
| Planetenweg Solingen-Wald                  | Wald, verschiedene Orte rund um den Walder Kirchplatz und die Friedrich-Ebert-Straße                       | 51° 11′ 6″ N, 7° 2′ 21″ O (Sonnenplatte) |                         | Friedrich-Albert-Lange-Schule, Vermessungs- und Katasteramt Solingen | Planetenweg mit 10 Stahlplatten (einschl. Pluto); bis auf die Neptun-Platte am Roten Esel sind alle in den Bürgersteig eingelassen |           |
| Engel der Kulturen                         | Mitte, Fronhof, im Zentrum des Platzes                                                                     | 51° 10′ 19″ N, 7° 5′ 5″ O                | 2010                    |                                                                      | Metallplatte im Boden, Teil des bundesweiten Kunstprojekts Engel der Kulturen                                                      |           |
| Dat Look                                   | Gräfrath, Wuppertaler Straße, gegenüber dem Kunstmuseum                                                    | 51° 12′ 14″ N, 7° 4′ 23″ O               | 2018                    | Wolfgang Körber                                                      | Aluminium, lackiert, Schenkung des Künstlers an die Stadt Solingen                                                                 |           |
| 18-Flächner                                | Solingen-Mitte, Walter Scheel-Platz, im offenen Innenhof des Rathauses                                     | 51° 10′ 38″ N, 7° 5′ 6″ O                | 2013 (Aufstellung 2018) | Wolfgang Körber                                                      | Aluminium, lackiert, Schenkung des Künstlers an die Stadt Solingen                                                                 |           |
| Lovers                                     | Ohligs, Merscheider Straße 3, vor dem ehemaligen Rathaus Ohligs                                            | 51° 9′ 41″ N, 7° 0′ 38″ O                | 2009                    | José de Guimarães                                                    | Stahl |           |
| Klonk                                      | Gräfrath, Klosterhof, im Innenhof des Deutschen Klingenmuseums                                             | 51° 12′ 34″ N, 7° 4′ 20″ O               | 1995                    | Isaak Papadopoulos und Christian Schöne                              | Besteck-Skulptur, bestehend aus drei Teilen                                                                                        |           |
| Relief                                     | Gräfrath, Eckgebäude Guntherstraße/Kriemhildenstraße, an der Straßenfassade                                | 51° 11′ 25″ N, 7° 4′ 41″ O               | 1954                    | Lies Ketterer                                                        | Wandrelief |           |
| Erinnerungstafel                           | Ohligs, Eckgebäude Kamper Straße/Sauerbreystraße, an der Straßenfassade                                    | 51° 9′ 40″ N, 7° 0′ 34″ O                | 1950                    | Lies Ketterer                                                        | Bronzetafel |           |
| Lemniskate                                 | Solingen-Mitte, Hasselstraße, Ecke Dietrichstraße am Beginn der Siedlung Hasseldelle                       | 51° 10′ 55″ N, 7° 6′ 13″ O               | 2021                    | Michael Bauer-Brandes                                                | Stahl mit Betonsockel, Einweihung am 29. Oktober 2021 zum 50-jährigen Jubiläum der Siedlung Hasseldelle                            |           |
| Schlendern im Südpark                      | Solingen-Mitte, Bahnhofstraße Wiese im Südpark gegenüber den Güterhallen                                   | 51° 9′ 52″ N, 7° 4′ 59″ O                | 2022                    | Boris von Reibnitz                                                   | Betonguss, Enthüllung am 28. November 2022                                                                                         |           |
| Der Baum                                   | Solingen-Mitte, Cronenberger Straße 59/61 an der Nordfassade des Rathauses                                 | 51° 10′ 39″ N, 7° 5′ 11″ O               | 1995                    | Schüler aus Solingen, Klaus Klinger, Sabahattin Sen                  | Wandgemälde als Reaktion auf den Brandanschlag von Solingen 1993                                                                   |           |
| Käsebäuerin                                | Solingen-Mitte, Kronprinzenstraße Grünfläche nördlich Theater und Konzerthaus                              | 51° 10′ 48″ N, 7° 4′ 49″ O               | 2022                    | mehrere Ratsmitglieder von Solingens Partnerstadt Gouda (NL)         | aufgestellt im September 2024 |           |